# Litocythere lucileae
Litocythere lucileae är en kräftdjursart som beskrevs av Hobbs och Walton 1968. Litocythere lucileae ingår i släktet Litocythere och familjen Entocytheridae. Inga underarter finns listade i Catalogue of Life.